# The New Adventures of Old Christine
The New Adventures of Old Christine (bra: As Novas Aventuras de Christine; prt: As Novas Aventuras da Velha Christine) é   um sitcom dos Estados Unidos estrelada pela atriz Julia Louis-Dreyfus. Seu episódio piloto foi ao ar pela primeira vez em 13 de março de 2006, na CBS. A série é composta por cinco temporadas,produzidas entre 2006 a 2010.
Ao final da 5ª temporada, em junho de 2010, a rede CBS anunciou o cancelamento da série. O episódio final foi exibido nos EUA no dia 12 de maio de 2010.
Em Portugal, a série estreou no canal FOX Life Portugal em setembro de 2007. Já no Brasil, foi transmitida pelo Warner Channel, SBT, e TBS, também foi disponibilizada pelo streaming GloboPlay. Atualmente está sendo exibida no Comedy Central, desde o dia 05 de Dezembro de 2016.

## Sinopse
O programa é estrelado por Julia Louis-Dreyfus como Christine Campbell, uma neurótica mãe divorciada e dona de uma academia de ginástica para mulheres. Ela tenta controlar sozinha a sua vida, e estar em paz com tudo a sua volta. Uma figura muito presente em sua vida é o ex-marido Richard, cuja nova namorada também se chama Christine, daí o apelido "Old Christine" ("Velha Christine"). 
Christine mora com o filho, Richie, e o irmão, Matthew, (Hamish Linklater), enquanto Wanda Sykes interpreta sua melhor amiga, Barb. 
Christine também tem que enfrentar seu complexo de inferioridade toda vez que se encontra com as esnobes Marly e Lindsay na escola particular de seu filho.

## Temporadas

### Primeira temporada
A primeira temporada de The New Adventures of Old Christine possuí 13 episódios. Christine descobre, na escola do seu filho Ritchie, que seu ex-marido e amigo está com uma nova namorada, mais jovem, também chamada Christine (Nova Christine). Christine decide então, para encontrar a felicidade, começar a se encontrar com Burton, mas chega um momento em que ela não pode dizer-lhe que o ama, levando ao fim do relacionamento. Christine também teve alguns conflitos com as mães más, Marly e Lindsay. No final da temporada, Christine teve a chance de voltar com Burton, que ficou atormentado quando descobriu que ela tinha beijado Richard no dia anterior. A "Nova Christine" deixou Richard quando ele a contou sobre o beijo, fechando a temporada.

### Segunda temporada
A temporada dois conta com 22 episódios, e continuou no mesmo ritmo explosivo do final da temporada 1.Tudo começa quando Ritchie tem a falsa impressão de que seus pais se reconciliaram, o que os influência a dar uma nova chance ao relacionamento deles, entretanto tudo acaba.
Logo depois, Christine e novo professor de Ritchie expressaram seus sentimentos um pelo outro, mas estabeleceram que não poderiam se envolver romanticamente. Ao longo da temporada, Christine enviou um e-mail que fez o Sr. Harris quase ser demitido. Christine percebeu que tinha de seguir em frente, ela começou a namorar Tom, mas o namoro foi arruinado quando ele teve diarréia. Christine e o Sr. Harris mais uma vez terminam. 
À medida que a temporada se desenrola, Matthew e Barb começaram a expressar sentimentos um pelo outro, depois de um casamento bagunçado onde Christine  tinha arruinado. A Nova Christine, novamente, deixou Richard. Christine e Richard voltaram a dormir juntos, e Christine sofreu um susto da gravidez, que felizmente foi evitada. A temporada terminou com Richard e Nova Christine juntos e Christine eo Sr. Harris juntos.

### Terceira temporada
Em uma temporada de 10 episódios, encurtada pela greve dos roteiristas, Christine e o Sr. Harris tinham um bom relacionamento que vai até meia distância no cronograma da temporada. Christine ficou muito agitado ao longo da temporada e, para seu espanto, ele a deixou. Christine fez um novo amigo anterior, Mike, que tentou ajudá-la a partir da dissolução. Christine então tentou sair novamente, mas, em seguida, datada de um cara que mostrou ainda estar na escola de alta, obviamente não vão bem. Richard ea Nova Christine comprou uma casa e que acabou por ser a casa de Christine sonho, não estar bem com ela. Matthew e Barb dormiram juntos e ficaram juntos para punir Christine, embora não sejam um para o outro na realidade. Eles se separaram no final da temporada. O final apresentou Jason Alexander, como o episódio criado uma reunião de Seinfeld.

### Quarta temporada
A quarta temporada estreou em 24 de setembro de 2008, e consiste de 22 episódios. Na estreia da temporada, Barb descobre que por causa de seu divórcio e sua condição externa, ela teria que ser deportada temporariamente até que seus documentos podem ser classificados para fora. Christine ofereceu-se para casar com ela para mantê-la no país e Barb relutantemente aceitou, embora fosse evidente que Christine estava muito mais no conceito de casamento que ela. Richard, depois de muitas tentativas, propos com êxito a Nova Christine em casamento. Marly mostrou-se à escola, grávida de alguns meses para salvar seu casamento, e momentos depois, Lindsay fica grávida , porque foi pressionada para reavivar sua amizade com Marly. As duas entraram em trabalho de parto, eventualmente, foram assistidas por Christine.
Enquanto isso, Matthew começou seu trabalho como terapeuta e sua primeira paciente foi uma mulher chamada "Lucy", (papel desempenhado por Michaela Watkins) teve um problema com a falta de limites com figuras de autoridade, e isso inclui a Matthew. Mattew tentou se controlar, mas os dois acabaram se beijando. Problemas como dormindo juntos e Lucy agindo como Christine levantaram-se, mas as questões reforçadas as suas relações. Eles foram morar juntos, mas esta foi uma decisão que se revelou um mau, já que ambos apresentaram comportamento neurótico e uma quebra de perturbar foi o resultado.
Christine e Barb decidem ir a um encontro duplo com dois caras aleatórios, e os dois caem no amor com suas respectivas datas, e ambos se tornam parte de um casal. Christine percebeu que Patrick era o cara perfeito, quando aceitou Richard como sendo uma parte de sua vida, mas ela levou longe demais e ele a deixou temporariamente, mas os dois reconciliados. No final, porém, Patrick mostra alguns problemas de raiva e Christine terrivelmente rompe com ele.
Quando a sua academia está marcada em cima, Christine e Barb descobrem que tenha quebrado uma cláusula em seu contrato por causa de seu casamento de mesmo sexo e tem o seu apoio "não direitos dos gays" ou perder seu ginásio. Eles relutantemente deu-se no ginásio e brevemente contemplados transformá-lo em um spa do dia, mas isso durou pouco e eles encontraram dinheiro para reabrir um centro de fitness à sua maneira, em detrimento da Barb vivendo com Christine. Isto, também, teve vida curta.
Richard e a Nova Christine percebem que eles querem uma solução permanente e não querem filhos. Richard não pode passar com a vasectomia, embora, continua a intimidade com ela, apesar das enormes consequências.
Christine funcionou em um antigo rival dela desde a escola primária, e seu encontro foi breve e Christine teve sua vingança. Em Nova Christine e Richard ensaio do casamento, Christine levou-o como uma data para fazer ciúmes Richard. Durante seu tempo no ensaio de Christine percebeu que estava com inveja e incômodo que Richard estava se casar, mas foi capaz de se sentir verdadeiramente feliz por ele.
Mattew, no ensaio, conheceu a irmã de cínico e nova alternativa de Christine, Amy, e imediatamente sentiu uma atração. Seu relacionamento continua em seu casamento, onde Mattew está de coração partido mais uma vez, quando Amy diz que vive em Londres e que seu relacionamento não significa nada para ela.
Barb finalmente conhece um cara decente no casamento e batem-lo. Mas quando Barb conta piadas sobre seu casamento com Old Christine e seu status ilegal, o homem revela que ele é um Imigração e Naturalização agente de serviço e ele não tem escolha a não ser prendê-la.
Ela decidiu dar-lhe outra chance e os dois imediatamente reacenderam seu relacionamento. Pouco tempo depois, Christine foi introduzido para uma mulher, que se revelou ser noiva do 'Papa Jeff'. Christine, inconsolável, coloca Richard em um dilema que ele deve estar com sua breve mulher, ou a sua ex-mulher. Durante os protestos de Nova Christine, Richard escolhe ir confortar Old Christine. Mais tarde, quando a cerimônia começa, Nova Christine deixa de aparecer como o casamento execuções processional, assim que terminou a temporada com um cliffhanger.

### Quinta temporada
Composta de 21 episódios, iniciada em 23 de Setembro de 2009. Barb é resgatada por Christine, Matthew e seu novo namorado, Dave. Enquanto isso, Richard tenta reconquistar a New Christine, se mudando para um novo apartamento com Matthew. Christine começa terapia, mas se apaixona pelo seu terapeuta, Max. De repente eles acabam com sua terapia e tornam-se namorados. New Christine diz que está grávida, fazendo com que Richard e New Christine fiquem juntos novamente e tenham uma filha. Barb noiva Dave. Concluindo a temporada, Christine noiva Max, mas ela se sente intimidada pelos seus amigos muito bem formados e decide voltar a faculdade.

## Elenco e personagens
- Julia Louis-Dreyfus como Christine 'Velha Christine' Campbell (sobrenome de solteira Kimble)
- Clark Gregg como Richard Campbell
- Hamish Linklater como Matthew Kimble
- Trevor Gagnon como Ritchie Campbell
- Emily Rutherfurd como Christine 'Nova Christine' Hunter
- Tricia O'Kelley como Marly Ehrhardt
- Alex Kapp Horner como Lindsay
- Wanda Sykes como Barbara 'Barb' Baran

## Recepção da crítica
"Embora às vezes funciona ao absurdo - um encontro que não vai comer a comida que outras pessoas tenham tocado e traz a sua própria galinha de um restaurante - que permanece a maior parte dentro do reino da reconhecíveis as relações humanas, e permite-lhe sentir algo para seus personagens. Este não era um qualquer um luxo Seinfeld já oferecidas, e é bom ver a estrela de tocar algo menos cerebralmente concebido, menos obsessivo-compulsivo e, mais geralmente bem-arredondado.

The New Adventures of Old Christine tripulação sobre a série
O site de revisão Metacritic.com, que tabula críticas dos críticos, deu-lhe um 64 - o que equivale a sua ficha de "globalmente positiva", com 16 dos 26 críticos consideraram como positivas. A Los Angeles Times fez uma revisã que "Louis-Dreyfus faz Christine se sentir fresca e real" e o show tem um charme "seco e um bom tom de ironia afetuosa".
A série tinha transmitido três temporadas, e seu passeio foi uma visão acidentada. Depois de ganhar 12 milhões ou mais espectadores de forma consistente na primeira temporada e o início da segunda temporada, os fãs responderam mal ao seu novo horário, que perderam cerca de 5 milhões de espectadores. Na terceira temporada, ele repetiu seu slot original e ganhou de volta um milhão de anos. Ao longo da temporada, comédias incluídos na noite em que foi ao ar começaram a transmitir novos episódios, e Old Christine tiveram seus telespectadores até onde elas eram originalmente, como no episódio final da temporada, o público total estimado em 12,41 milhões.
Parte embora a série é uma das comédias de maior sucesso espectador, relativos à CBS, e foi da sua "Monday Night Music Night", o programa foi colocado em hiato. Na CBS Upfronts foi oficialmente escolhido acima de 22 episódios. No entanto, tem sido um líder na nova mini-programação de comédia, porque age como um lead-in do novo sitcom de Gary Unmarried. Com o desconhecimento de programação nova comédia, as avaliações cairam grave e originalmente, mas têm vindo a aumentar ao longo das últimas semanas. Parece claro que ao longo das estações que tem mantido a coerência, já que recebeu várias nomeações para o Emmy para cada uma das suas três primeiras temporadas, incluindo uma vitória para Dreyfus, em 2006.

## Avaliações de Nielsen e histórico de transmissão
Rankings das temporadas (com base na média total de espectadores por episódio), de The New Adventures of Old Christine na CBS.
O sucesso do show da classificação inicial é o primeiro exemplo de um show de quebrar a "maldição de Seinfeld" (após os fracassos de The Michael Richards Show, Bob Patterson, Listen Up!, E Louis-Dreyfus próprios Watching Ellie). Em 3 de outubro de 2006, The Futon Critic anunciou que o show tinha sido dada uma ordem completa 22 episódios.
Old Christine 's intervalo de tempo foi alterado durante a segunda temporada, assim, provocando um declínio na classificação depois de perder seus dois e um de chumbo Half Men-in.
Em 16 de maio de 2007, foi anunciado que, apesar do declínio nas avaliações, a CBS iria renovar o espetáculo para a temporada 2007-2008 como um substituto mid-season. Em 6 de novembro de 2007, a CBS disse que a produção da Velha Christine tinha sido interrompido por causa de uma greve da Writers Guild of America. Em 13 de dezembro de 2007 a CBS anunciou que a série iria retornar para a sua terceira temporada, que estreou em 4 de fevereiro de 2008, substituindo "Rules of Engagement". No entanto, apenas dez dos 13 episódios originais para episódio foram produzidos e transmitidos para a terceira temporada por causa da greve dos roteiristas.
Em 14 de maio de 2008, a CBS deu a sitcom de 22 episódios para o fim da temporada 2008-2009, onde agora vai ao ar às quartas-feiras, a abertura de uma noite de comédia segundo para a rede. O primeiro-ministro, como se esperava, gerou um audiência decepcionantes, enquanto apenas 6,7 milhões de espectadores sintonizada Isso aconteceu principalmente porque a temporada foi promovido pouco em comparação com comédias do companheiro e à programação nova comédia não estava preparada para lidar com um público maior. Christine 's seguidor, Gary Unmarried lutou muito, mal Christine batendo nos visores. Gary Unmarried não foi bem recebido pelos críticos, que podem levar os espectadores longe de The New Adventures of Old Christine. Na semana seguinte, apesar de não ter que ir contra o sucesso avaliações Dancing with the Stars, tip-toed avaliações acima, embora não tanto quanto gostava, como ele acrescentou algumas centenas de milhares. Até o terceiro episódio, o show foi mais de 7,5 milhões de euros e tinha acrescentado mais de um milhão à audiência. Desde então, Old Christine teve avaliações perto de 8 milhões de espectadores, e chegou em primeiro em seu período de tempo várias vezes.
Em uma base global, para sua quarta temporada, Old Christine lutou no seu intervalo de tempo, pois teve a sua pior temporada na classificação até ao momento e mergulhado no timeslot colocações ao longo do tempo. No entanto, Rules of Engagement também foi dada uma oportunidade em que o slot (uma comédia da CBS colegas com bom desempenho em Old Christine 's timeslot de idade), e Old Christine superou isso.
As avaliações iniciais da quinta temporada de Old Christine (a mesma estação 4), foram extremamente positivos, como Old Christine está levando seu timeslot na audiência e está entre as top 2 em demonstrações de forma consistente. Na temporada passada não, Old Christine, uma vez que a sua vitória no timeslot telespectadores. Esta é uma estatística positiva, porque além disso, esta estação Old Christine está lutando e derrotando o rival rede programação de comédia da ABC.
| Temporada | Horário | Estreia                | Final               | Ano       | Ranking | Média de telespectadores (em milhões) |
| --------- | --- | ---------------------- | ------------------- | --------- | ------- | ------------------------------------- |
| 1         | 21h30 Segunda-feira (13 de março de 2006 - 22 de maio de 2006)                                                                     | 13 de março de 2006    | 22 de maio de 2006  | 2006      | #29     | 12.57                                 |
| 2         | 21h30 Segunda-feira (18 de setembro de 2006 - 22 de janeiro de 2007) 20h30 Segunda-feira (12 de março de 2007 - 7 de maio de 2007) | 18 de setembro de 2006 | 7 de maio de 2007   | 2006-2007 | #39     | 11.77                                 |
| 3         | 21:30 Segunda-feira (4 de fevereiro de 2008 - 31 de março de 2008) 20:30 Segunda-feira (10 de março de 2008)                       | 4 de fevereiro de 2008 | 31 de março de 2008 | 2008      | #42     | 10.41                                 |
| 4         | Quarta-feira 20:00 (24 de setembro de 2008 - 13 de maio de 2009)                                                                   | 24 de setembro de 2008 | 20 de maio de 2009  | 2008-2009 | #77     | 7.25                                  |
| 5         | Quarta-feira 20:00 (23 de setembro de 2009 - 12 de maio de 2010)                                                                   | 23 de setembro de 2009 | 12 de maio de 2010  | 2009-2010 | #66     | 6.74                                  |

## Lançamentos em DVD

### Primeira temporada
| The New Adventures of Old Christine - The Complete First Season (A Primeira Temporada Completa) | | |                                                                |                 |
| | Detalhes | Detalhes | Detalhes                                                       | Bônus Especiais |
| - 13 episódios - 278 minutos - 2 discos - Idiomas: - Inglês (Dolby Digital 5.1) - Português (Dolby Digital 2.0) - Espanhol (Dolby Digital 2.0) - Legendas: - Inglês, Português, Espanhol, Francês e Chinês | - 13 episódios - 278 minutos - 2 discos - Idiomas: - Inglês (Dolby Digital 5.1) - Português (Dolby Digital 2.0) - Espanhol (Dolby Digital 2.0) - Legendas: - Inglês, Português, Espanhol, Francês e Chinês | - 13 episódios - 278 minutos - 2 discos - Idiomas: - Inglês (Dolby Digital 5.1) - Português (Dolby Digital 2.0) - Espanhol (Dolby Digital 2.0) - Legendas: - Inglês, Português, Espanhol, Francês e Chinês | - Erros de Gravação - Cenas Deletadas - A Verdadeira Christine |                 |
| Release dates | | | - Erros de Gravação - Cenas Deletadas - A Verdadeira Christine |                 |
| Estados Unidos | | | - Erros de Gravação - Cenas Deletadas - A Verdadeira Christine |                 |
| 15 January 2008 | | | - Erros de Gravação - Cenas Deletadas - A Verdadeira Christine |                 |

### Segunda temporada
| The New Adventures of Old Christine - The Complete Second Season (A Segunda Temporada Completa)                                                                     | | |                                                                                            |                 |
| | Detalhes | Detalhes | Detalhes                                                                                   | Bônus Especiais |
| - 22 episódios - 481 minutos - 4 discos - Idiomas: - Inglês (Dolby Digital 5.1) - Português (Dolby Digital 2.0) - Legendas: - Inglês, Português, Espanhol e Francês | - 22 episódios - 481 minutos - 4 discos - Idiomas: - Inglês (Dolby Digital 5.1) - Português (Dolby Digital 2.0) - Legendas: - Inglês, Português, Espanhol e Francês | - 22 episódios - 481 minutos - 4 discos - Idiomas: - Inglês (Dolby Digital 5.1) - Português (Dolby Digital 2.0) - Legendas: - Inglês, Português, Espanhol e Francês | - Aventuras Erradas (Erros de Gravação) - A Roupa Suja Que Não Foi ao Ar (Cenas Deletadas) |                 |
| Datas De Lançamento | | | - Aventuras Erradas (Erros de Gravação) - A Roupa Suja Que Não Foi ao Ar (Cenas Deletadas) |                 |
| Estados Unidos | | | - Aventuras Erradas (Erros de Gravação) - A Roupa Suja Que Não Foi ao Ar (Cenas Deletadas) |                 |
| 24 de Junho de 2008 | | | - Aventuras Erradas (Erros de Gravação) - A Roupa Suja Que Não Foi ao Ar (Cenas Deletadas) |                 |

## Prêmios e nomeações
| Prêmios                                                                                                  | Resultado |
| Art Directors Guild Awards:                                                                              |           |
| 2007: Televisão - Série de Televisão com Multi-Camera                                                    | Nomeada   |
| Emmy Awards:                                                                                             |           |
| 2006: Outstanding Lead Actress in a Comedy Series (Julia Louis-Dreyfus)                                  | Ganhou    |
| 2006: Outstanding Cinematography for a Multi-Camera Series                                               | Nomeada   |
| 2007: Outstanding Lead Actress in a Comedy Series (Julia Louis-Dreyfus)                                  | Nomeada   |
| 2008: Outstanding Lead Actress in a Comedy Series (Julia Louis-Dreyfus)                                  | Nomeada   |
| 2008: Direção de Arte numa Série de Televisão com Multi-Camera                                           | Nomeada   |
| 2009: Outstanding Lead Actress in a Comedy Series (Julia Louis-Dreyfus)                                  | Nomeada   |
| 2009: Direção de Arte numa Série de Televisão com Multi-Camera                                           | Nomeada   |
| GLAAD Media Awards:                                                                                      |           |
| 2009: Episosio Individual, Comédia ("Unidentified Funk")                                                 | Ganhou    |
| Golden Globe Awards:                                                                                     |           |
| 2007: Melhor Performance de uma atriz numa série de televisão - Musical ou Comédia (Julia Louis-Dreyfus) | Nomeada   |
| Humanitas Prize Awards:                                                                                  |           |
| 2007: Categoria 30 Minute (30 minutos)                                                                   | Ganhou    |
| Image Awards:                                                                                            |           |
| 2008: Melhor Ator de Apoio numa série de Comédia (Blair Underwood)                                       | Nomeado   |
| 2009: Melhor Ator de Apoio numa série de Comédia (Blair Underwood)                                       | Nomeado   |
| 2009: Melhor Atriz de Apoio numa série de Comédia (Wanda Sykes)                                          | Nomeada   |
| Satellite Awards:                                                                                        |           |
| 2006: Melhor atriz numa série de televisão - Musical ou Comédia (Julia Louis-Dreyfus)                    | Nomeada   |
| 2007: Melhor atriz numa série de televisão - Musical ou Comédia (Julia Louis-Dreyfus)                    | Nomeada   |
| 2008: Melhor atriz numa série de televisão - Musical ou Comédia (Julia Louis-Dreyfus)                    | Nomeada   |
| Screen Actors Guild Awards:                                                                              |           |
| 2007: Melhor Performance por uma Mulher numa série de Comédia (Julia Louis-Dreyfus)                      | Nomeada   |
| Young Artist Awards:                                                                                     |           |
| 2008: Melhor Performance numa série - Young Actor Ten or Under (Trevor Gagnon)                           | Nomeado   |